# Tatton

Tatton al Cheshire

La circumscripció de Tatton és una circumscripció electoral anglesa situada al Cheshire, i representada a la Cambra dels Comuns de les Corts Generals britàniques des de 2001 per George Osborne, membre del Partit conservador i des de 2017 per Esther McVey, també del Partit conservador.